# Cheqollo
Cheqollo (en quechua: para ruiseñor)[cita requerida] es un sitio arqueológico en Perú. Se encuentra ubicado al norte del distrito de San Jerónimo, provincia del Cuzco, dentro del departamento del Cuzco. El sitio fue declarado Patrimonio Cultural de la Nación por Resolución Directoral Nacional n.º 514/2003.